# 提莫西·F·墨菲
提莫西·F·墨菲（英語：Timothy F. Murphy；1952年9月11日—）是美国的一位政治人物。

## 生平
自2003年開始，他是賓夕法尼亞州第18選舉區選出的美國眾議院議員。他的黨籍是共和黨。在成為國會議員之前，墨菲曾經是賓西法尼亞州參議院的議員。在2014年的選舉中，由於沒有競選對手，墨菲自動連任。